# The Last Mile (pièce de théâtre)
Pour les articles homonymes, voir The Last Mile.
The Last Mile est une pièce de théâtre de John Wexley créée en février 1930 au Sam H. Harris Theatre de New York.

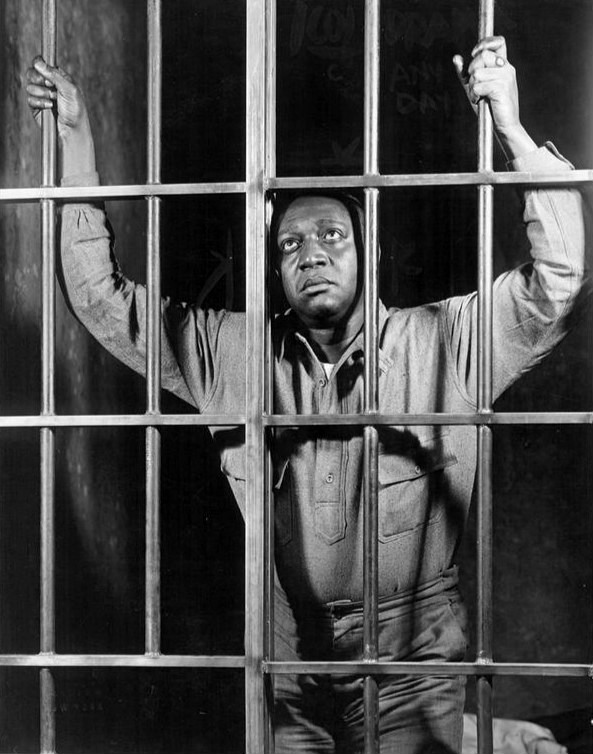
Ernest Whitman dans le rôle de Vincent Jackson dans The Last Mile en 1930

Produite par Herman Shumlin et mise en scène par Chester Erskine, elle a été jouée à 289 reprises, et adaptée à plusieurs reprises au cinéma.

## Synopsis
L'intrigue se situe dans le couloir de la mort d'une prison.

## Distribution
- Spencer Tracy : John Mears
- Henry O'Neill : Father O'Connors
- James Bell : Richard Walters
- Don Costello : Drake
- Ernest Whitman :  Vincent Jackson
- Orville Harris : Peddie
- Herbert Heywood : O'Flaherty
- George Leach : Eddie Werner
- Bruce MacFarlane : Frost
- Hale Norcross : Red Kirby
- Richard Abbott : Harris
- Clarence Chase : Evangelist
- Howard Phillips : Fred Mayor
- Joseph Spurin-Calleia : Tom D'Amoro
- Ralph Theodore :  Callahan
- Albert West : Brooks